# Heteralocha acutirostris
La huia (Heteralocha acutirostris) era una especie de ave paseriforme endémica de la isla Norte de Nueva Zelanda, el mayor miembro de la familia Callaeidae con una longitud corporal de unos 45 cm. Se extinguió a principios del siglo XX. Hubo dos causas principales que la provocaron: el exceso de caza tanto para obtener plumas ornamentales como para conseguir ejemplares disecados para los museos; y la deforestación de la isla llevada a cabo por los colonos europeos para crear pastizales y tierras de cultivo, aunque probablemente la especie ya se encontraba en declive cuando llegaron los europeos a las islas. La mayoría de estos bosques eran antiguos y complejos bosques primarios y la huia fue incapaz de adaptarse a los nuevos bosques secundarios. El último avistamiento confirmado se produjo el 28 de diciembre de 1907 en la cordillera Tararua.
La huia presentaba el mayor dimorfismo sexual en la forma del pico de todas las especies de aves del mundo. El pico claro de las huias tenía una estructura tan diferenciada según el sexo, que los primeros ejemplares, macho y hembra, que se llevaron a Europa fueron considerados representantes de especies distintas. El macho poseía un pico relativamente corto, estrecho y recto mientras que el de la hembra, en cambio, era más delgado, largo y claramente curvado hacia abajo. Por lo demás ambos sexos tenían un aspecto similar, tenían carúnculas anaranjadas a los lados de la base del pico y el plumaje predominantemente negro, con irisaciones verdosas, y los extremos de las plumas de la cola de color blanco. Estas llamativas plumas de la cola solían ser usadas por los jefes maoríes como muestra de su estatus. 
Estas aves vivían tanto en los bosques montanos como en las regiones bajas, y se cree que alternaban ambas regiones estacionalmente, viviendo en altitudes altas en verano y descendiendo a las bajas en invierno. Las huias eran omnívoras, comían insectos, larvas y arañas, además de frutos y una pequeña cantidad de plantas nativas. Los machos y las hembras usaban sus diferentes picos para alimentarse de manera distinta: el macho usaba su corto pico para escarbar en la superficie de la madera podrida, mientras que la hembra podía sondear en rendijas profundas.
Aunque la huia se menciona frecuentemente en los textos de biología y ornitología debido a su marcado dimorfismo, en realidad no se sabe mucho sobre ella ya que fue muy poco estudiada antes de su extinción. La huia es una de las aves extintas más conocidas de Nueva Zelanda a causa de la forma de su pico, su exótica belleza, y el lugar especial que ocupaba en la cultura maorí y en su tradición oral. Esta ave era consideraba sagrada (‘tapu’) por los maoríes, y llevar su piel o plumas estaba reservado a las personas de alto estatus.

## Taxonomía y etimología

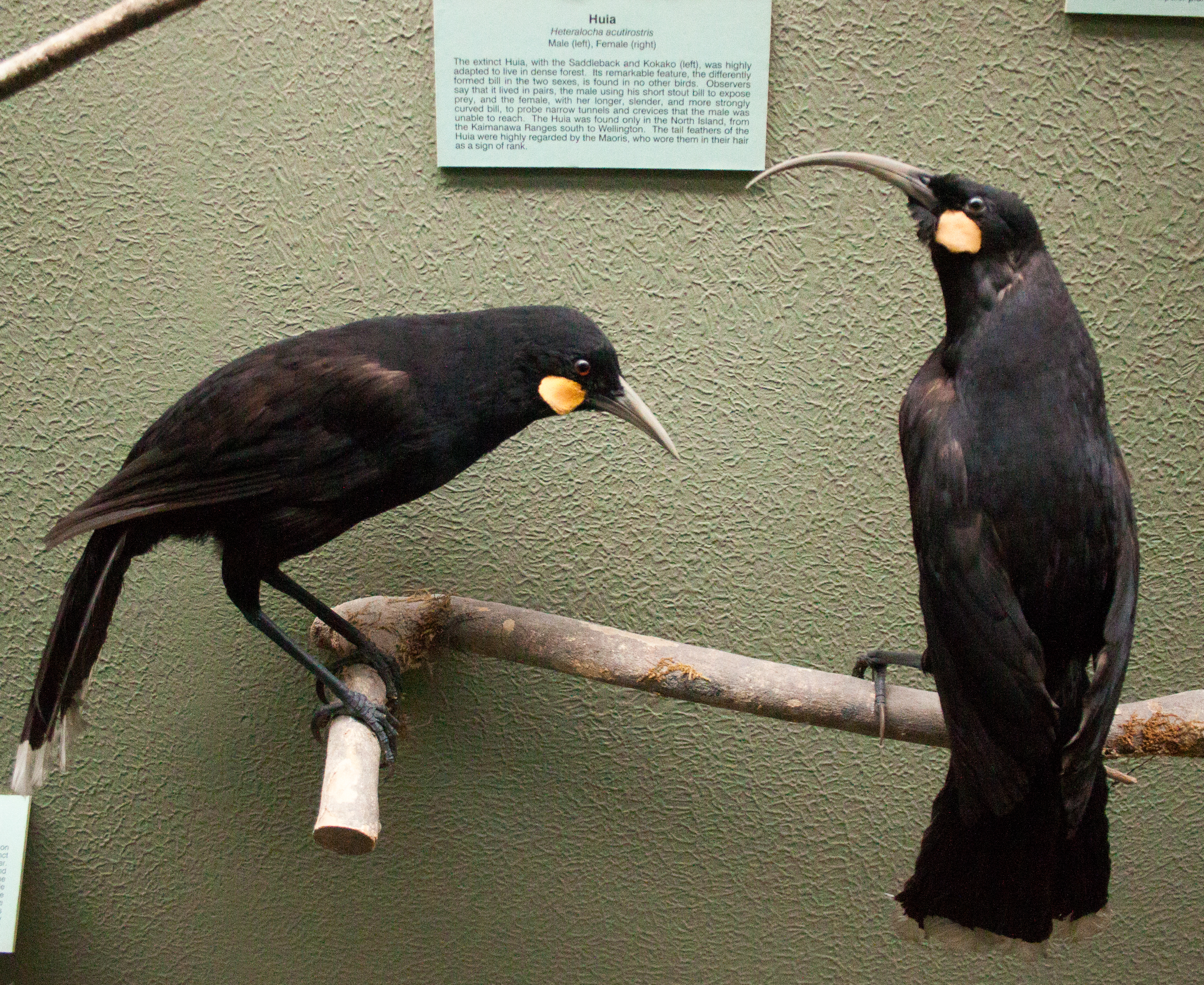
Huia (Heteralocha acutirostris)

El nombre del género, Heteralocha, deriva de los términos griegos ἕτερος ‘diferente’ y ἄλοχος ‘esposa’. En referencia a la llamativa diferencia en la forma del pico entre machos y hembras. El nombre de la especie, acutirostris, deriva de los términos latinos acutus, que significa ‘agudo’, y rostrum, ‘pico’, en referencia al pico de la hembra.
John Gould describió a la huia en 1836 como dos especies: Neomorpha acutirostris a partir de un espécimen hembra, y N. crassirostris a partir de un espécimen macho, el término crassirostris se forma con el término latino crassus ‘grueso’, en referencia al pico corto del macho. En 1840 George Robert Gray propuso el nombre N. gouldii, argumentando que ninguno de los nombres de Gould era aplicable a toda la especie. En 1850 Jean Cabanis reemplazó el nombre Neomorpha, que había sido usado anteriormente para un género de cucos, por Heteralocha. En 1888 Walter Buller escribió: «he considerado que es más acorde con las normas de nomenclatura zoológica adoptar el primero de los dos nombres aplicados a la especie por Gould; y como el nombre Neomorpha había sido usado previamente en ornitología, se hace necesario adoptar Heteralocha, propuesto por Cabanis para esta variedad.»"
La huia parece provenir de una antigua expansión de los paseriformes en Nueva Zelanda. Es el mayor de los tres miembros de la familia Callaeidae, los otros son el kokako y el tieke. El único pariente cercano a esta familia es el hihi. Su relación taxonómica con las demás aves está todavía por determinar. Un estudio de ADN de los genes nucleares RAG-1 y c-mos con las tres especies de la familia no fueron concluyentes, los datos indicaron que el grupo podía proceder tanto de una divergencia basal a partir del kōkako como de la huia.

## Descripción

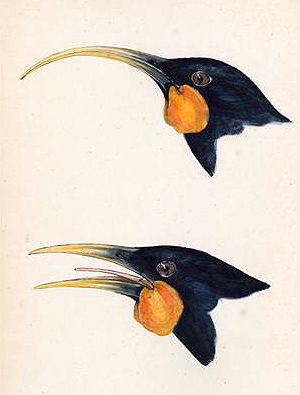
Ilustración de John Gould de los años 1830 detallando el dimorfismo del pico de la huia. El pico de la hembra (arriba) es más fino, largo y más curvado hacia abajo que el del macho (abajo).

La huia tenía el plumaje negro con brillos metálicos verdes, y llamativas carúnculas de color naranja brillante en las comisuras del pico. En ambos sexos los ojos eran marrones, el pico de color blanco marfil, grisáceo en la base, su largas patas y dedos eran de color gris azulado mientras que sus garras eran marrones claras. La huia tenía doce plumas negras brillantes terminadas en una banda blanca de unos 2,5–3 cm. Los juveniles tenían la carúncula pequeña y pálida, el plumaje más apagado con salpicaduras marrones, y las puntas de la cola de color crema rojizo. El pico de las hembras jóvenes estaba solo ligeramente curvado. Los maoríes mencionaban una variedad de huia diferente, huia-ariki, la huia principal. La huia-ariki tenía el plumaje parduzco salpicado de gris, con las plumas del cuello y la cabeza más oscuras. Esta variedad podría deberse a una forma parcial de albinismo, ya que sí se registraron varios ejemplares de huia totalmente albinos, o quizás simplemente fueran aves de mucha edad.

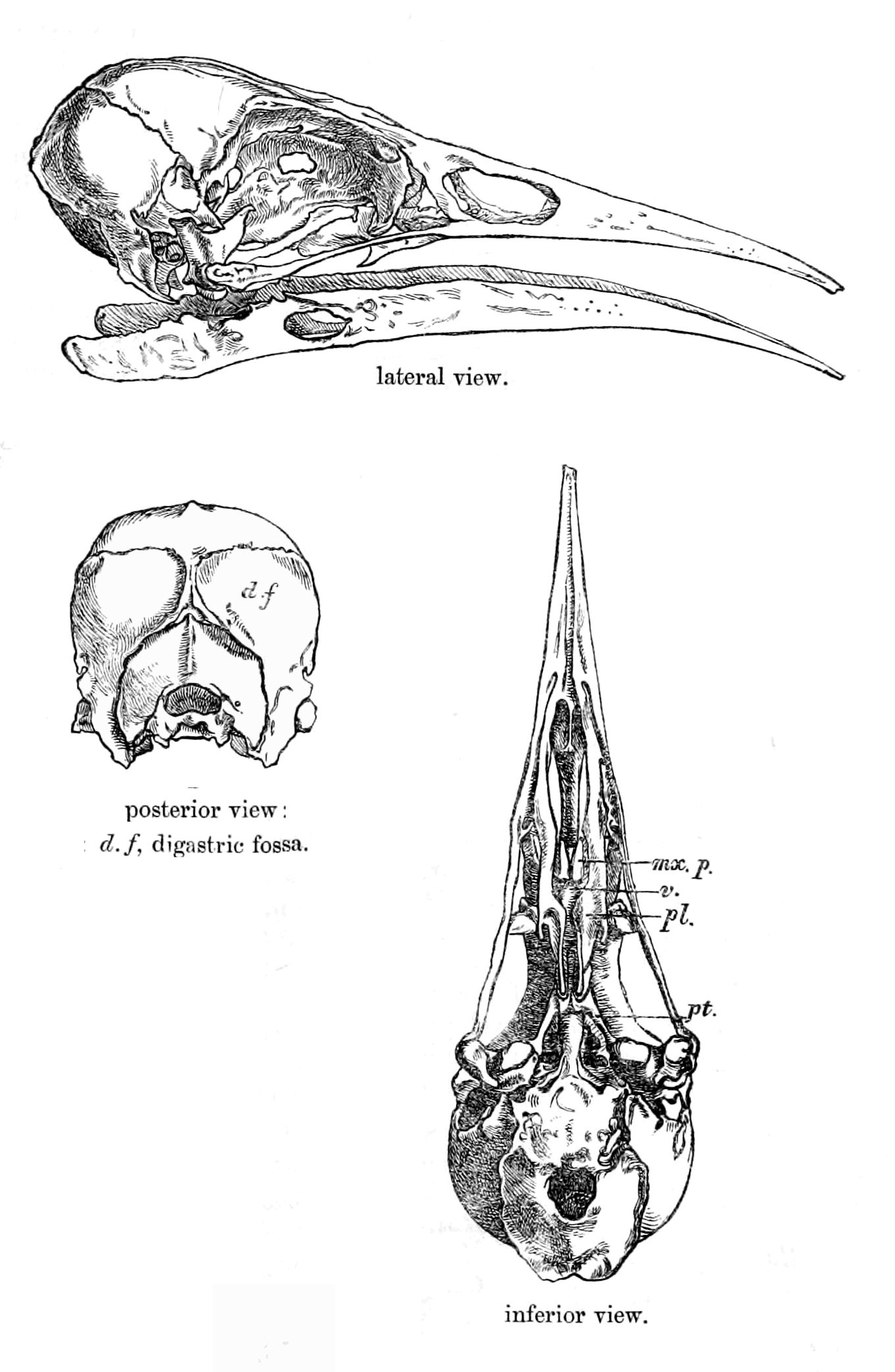
El cráneo tenía grandes hendiduras en la parte posterior para situar los fuertes músculos para abrir el pico.

Existe dimorfismo sexual en la forma del pico como en otras aves, como las aves fusil, las aves del paraíso y en las que perforan la madera como algunas especies de pájaros carpinteros, aunque el de la huia es el más pronunciado. El pico del macho era corto, de aproximadamente 60 mm, robusto y ligeramente arqueado hacia abajo, muy parecido al pico de su pariente cercano el tieke, mientras que el pico de la hembra es más fino, más largo, de unos 104 mm, y muy curvado hacia abajo como el de algunos colibríes y melifágidos. La diferencia no estaba solo en el hueso, la parte córnea del pico de la hembra crecía más allá del maxilar y la mandíbula, proporcionando una extensión flexible capaz de penetrar en los profundos huecos realizados por las larvas de escarabajo que horadan la madera. Los cráneos y las mandíbulas de la huia macho y el tieke son muy similares, el del segundo es esencialmente una versión en miniatura del primero.
Hay dos posibles explicaciones para la evolución de esta diferencia en la forma del pico. La más aceptada es que esto permitía a las aves de diferentes sexos explotar diferentes fuentes de alimento. Esta divergencia podría haber surgido por la ausencia de competidores en este nicho ecológico en los ecosistemas forestales la isla Norte. La otra teoría es que el pico de color marfil contrastaría con el plumaje negro, y podría usarse para atraer a la pareja. En los animales que usan las diferencias físicas para atraer a las parejas, el dimorfismo aparece en forma de colores llamativos o que contrasten con el resto del cuerpo, como en el caso de la huia. Se ha sugerido que como la hembra era la que principalmente se encargaba de alimentar a los pollos regurgitando alimento, este sexo evolucionó para obtener mayor cantidad de invertebrados ricos en proteínas necesarias para alimentar a los polluelos.
Otro aspecto menos obvio del dimorfismo sexual de la huia era que los machos eran algo más pequeños. Los machos medían unos 45 cm, mientras que las hembras medían unos 48 cm. Además la cola de los machos medía unos 20 cm y tenían una envergadura alar de entre 21 y 22 cm, mientras que la cola de las hembras medía de 19,5 a 20 cm y su envergadura era de 20 a 20,5 cm.

## Distribución y hábitat
Los depósitos de subfósiles y los restos en conchales indican que la huia una vez se encontraba por toda la isla Norte, tanto en los bosques de regiones bajas como en regiones montanas, extendiéndose desde la punta norte en cabo Reinga hasta Wellington y los montes Aorangi en el sur. Solo se han encontrado unas pocas huias en los grandes depósitos kársticos del área de las cuevas Waitomo y también son raras o están ausentes en los registros fósiles del centro de la isla Norte y Hawke's Bay; parece ser que prefería hábitats que todavía no están bien muestreados por los yacimientos conocidos en la actualidad. Su área de distribución parece que se redujo tras el asentamiento de los maoríes a mediados del siglo XIII. Cuando se inició la colonización de los europeos en los años 1840 estas aves solo se encontraban en los bosques del sur de la isla Norte, al sur de la línea que va de los montes Raukumara al este, a través de los montes Kaimanawa, al río Turakina en Rangitikei en el oeste. En el sur su área de distribución se extendía desde Wairarapa y los montes Rimutaka al este de Wellington. Informes recogidos por Walter Buller y una canción tradicional maorí (waiata) sugieren que la huia alguna vez se encontró en los distritos de Marlborough y Nelson en la isla Sur; aunque nunca se han identificado en el registro fósil al sur del estrecho de Cook, y no hay otras pruebas de la presencia de la especie.
La huia vivía en los dos principales tipos de bosque de Nueva Zelanda. Normalmente se encontraban en las selvas húmedas de hoja ancha (Podocarpaceae) con densos sotobosques, pero también se encontraba ocasionalmente en los bosque de hayas del sur (Nothofagus). Se observó a la especie en formaciones de vegetación nativa tales como el mataī (Prumnopitys taxifolia), el rimu (Dacrydium cupressinum), kahikatea (Dacrycarpus dacrydioides), el rātā norteño (Metrosideros robusta), el maire (Nestegis), el hinau (Elaeocarpus dentatus), la totara (Podocarpus totara), la rewarewa (Knightia excelsa), el mahoe (Melicytus ramiflorus) y taraire (Beilschmiedia tarairi), y a nivel del mar en la karaka (Corynocarpus laevigatus) en cabo Turakirae. Nunca fue observada en los bosques quemados o en las tierras aclaradas para la agricultura.

## Biología y comportamiento

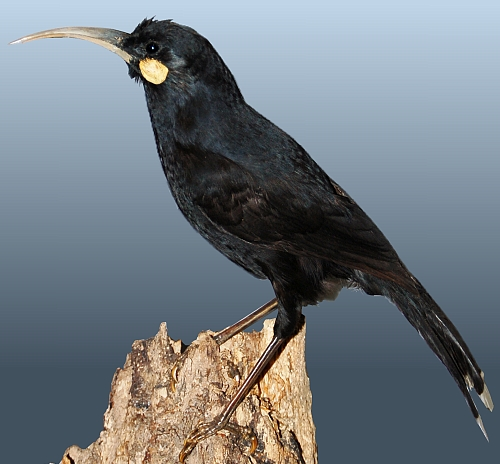
Hembra de huia disecada en la que se aprecian sus largas patas y su largo pico curvado.

### Desplazamientos
Se conocen poco los desplazamientos de la huia, aunque probablemente fuera sedentaria. Se supone que la huia realizaba ciertos desplazamientos estacionales, viviendo en los bosques montanos durante el verano y trasladándose a los bosques de regiones bajas en invierno para evitar el clima frío y riguroso de las zonas altas. Como sus parientes vivos, el tieke y el kokako, la huia no era un gran volador y solo podía volar distancias cortas, y rara vez sobrepasaba las copas de los árboles. Con frecuencia usaba sus poderosas patas para desplazarse a grandes zancadas por el dosel arbóreo o el suelo del bosque, o para trepar por los troncos de los árboles desplegando su cola para equilibrarse.

### Alimentación y ecología
La huia era una de las dos especies de la avifauna de Nueva Zelanda que ocupaban el puesto de insectívoros sondeadores de corteza y madera típicos. Los pájaros carpinteros no se encuentran al este de la línea de Wallace, por lo que su nicho ecológico fue ocupado por otros grupos de aves que se alimentan de las larvas de los escarabajos que alberga la madera podrida. Este papel que realizan los pájaros carpinteros fue asumido en los bosques mixtos de mañíos y hayas del sur de Nueva Zelanda por dos especies de dos familias diferentes, una fue la huia y la otra el kaka.

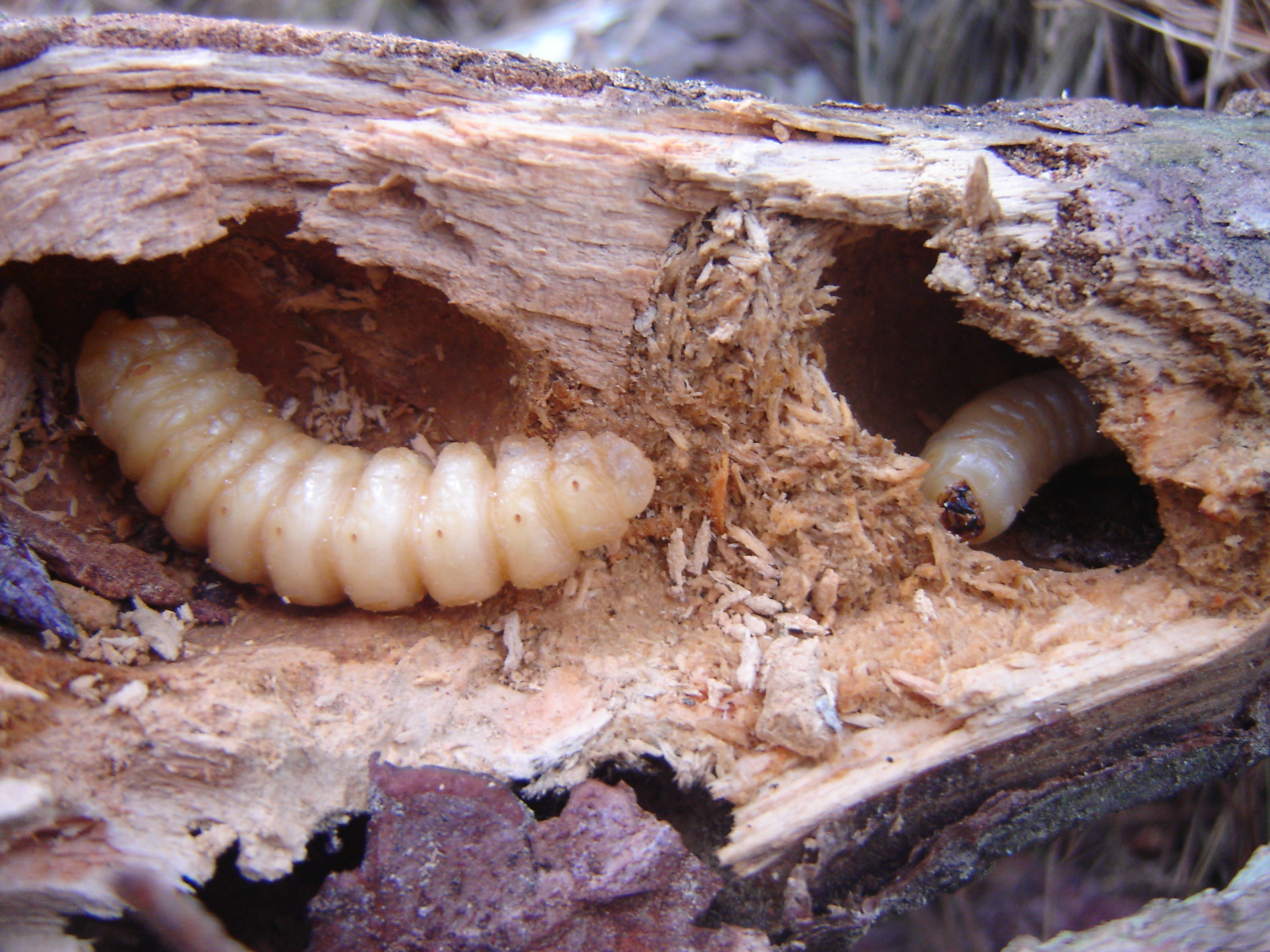
El alimento favorito de la huia: las larvas del escarabajo huhu (Prionoplus reticularis).

La huia se alimentaba principalmente en los troncos en descomposición. Aunque se le consideraba un depredador especialista de las larvas del escarabajo huhu (Prionoplus reticularis), también incluía en su dieta otros insectos y larvas, como los wetas, arañas y frutos.
Atrapaban los insectos que estaban en la madera podrida, bajo las cortezas, el musgo y los líquenes, y sobre el suelo. La huia se alimentaba tanto sola como en parejas o pequeñas bandadas de hasta cinco aves, que probablemente eran grupos familiares. El dimorfismo sexual de la estructura del pico surgió como estrategia de alimentación que sería radicalmente distinta entre sexos. El macho usaba su pico en forma de azuela para perforar y desgajar las capas superficiales de la madera en descomposición, mientras que la hembra sondeaba zonas inaccesibles para el macho, como los agujeros realizados por las larvas de los insectos en la madera viva. El macho tenía una musculatura craneal bien desarrollada que le permitía cincelar la madera podrida y explorar haciendo grandes movimientos. Existían diferencias correlativas en la estructura y la musculatura de la cabeza y el cuello entre los machos y las hembras. La huia tenía músculos de la mandíbula bien desarrollados y una cresta occipital prominente que proporcionaba superficie extra para la inserción del músculo, permitiendo que las mandíbulas se abrieran con considerable fuerza. Una vez que el ave había asegurado su comida volaba a una percha con el insecto en sus garras. La huia despojaba a su presa de las partes duras, entonces lo arrojaba hacia arriba, lo atrapaba con el pico y se lo tragaba.
Las parejas no cooperaban en su alimentación, al menos en un sentido estricto. Todas las informaciones al respecto proceden de la tergiversación de una observación del ornitólogo Walter Buller, de una pareja en cautividad sacando larvas de escarabajo de la madera podrida. Según esta mala interpretación, que ha pasado a formar parte del folclore ecológico, el macho rompería la madera y abriría los túneles de las larvas permitiendo así a la hembra acceder a ellos con su largo y flexible pico. Más bien, la diferenciación de los picos representa un ejemplo extremo de diferenciación del nicho ecológico, reduciendo la competencia intraespecífica entre sexos. Esto permitía a la especie explotar un gran espectro de fuentes de comida en diferentes microhábitats.

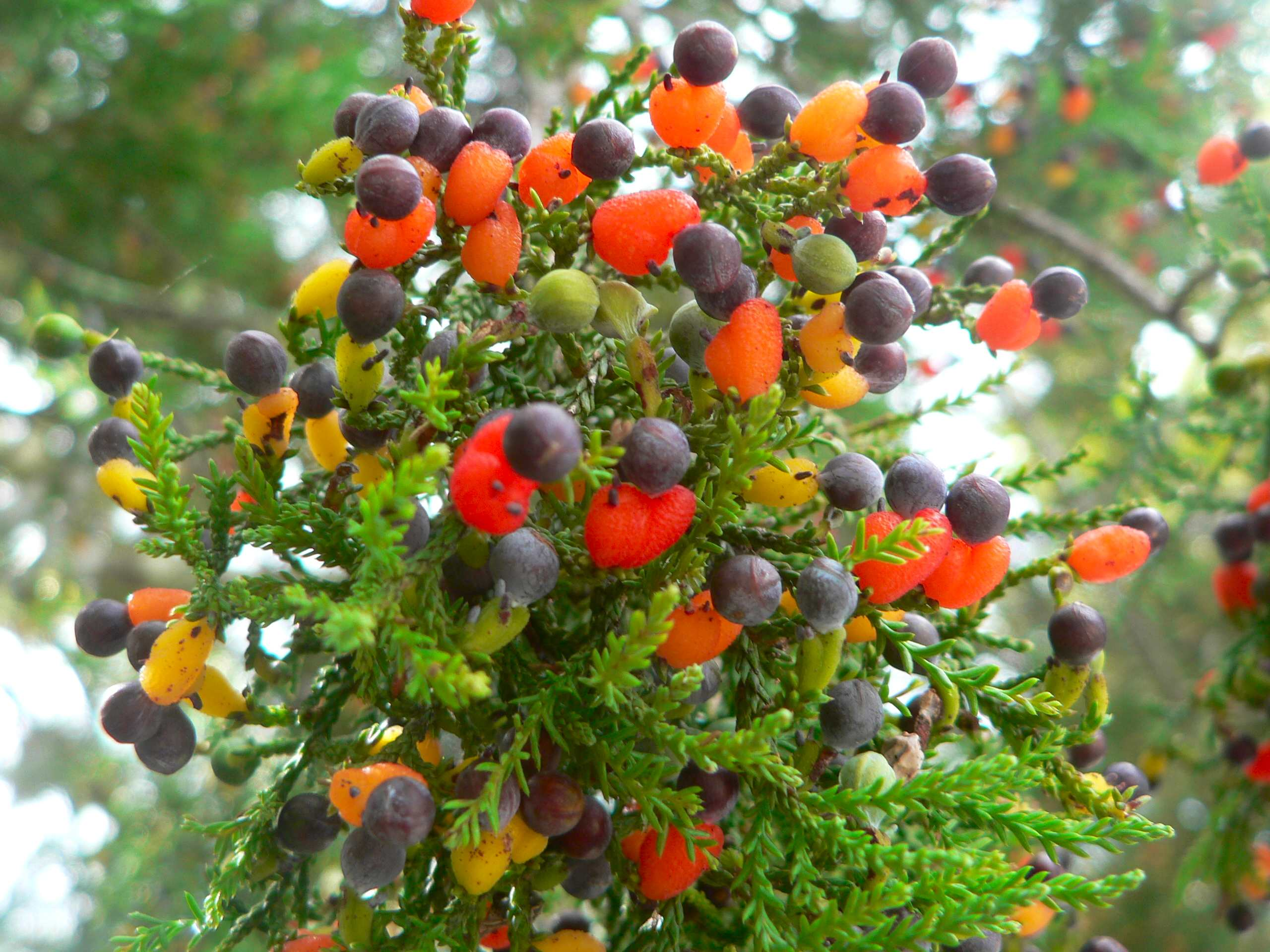
La huia comía frutos de unas pocas plantas nativas como la kahikatea (Dacrycarpus dacrydioides).

Los bosques de Nueva Zelanda dependen de una gran cantidad de aves frugívoras para dispersar las semillas. Alrededor de un 70 % de las plantas leñosas tienen frutos que probablemente dispersarían las aves, lo que incluía a la huia. Es difícil establecer el espectro de frutos consumidos por la huia: los del hinau (Elaeocarpus dentatus), el porokaiwhiri (Hedycarya arborea) y varias especies de Coprosma fueron registrados por Buller, y también se registró que comían frutos del kahikatea (Dacrycarpus dacrydioides). La extinción del huia y otras especies de aves frugívoras de Nueva Zelanda como los moas y el piopio, y la disminución de la distribución de otras como los kiwis, la weka, y el kōkako, han disminuido la efectividad de la dispersión de semillas los bosques de Nueva Zelanda. La paloma neozelandesa es el único dispersor de semillas para las plantas con frutos mayores de 1 cm de diámetro que queda en el ecosistema, por lo que estas plantas son raras o se han extinguido en algunas áreas. Esta disminución de la avifauna en el ecosistema forestal puede haber supuesto uno de los mayores impactos en procesos como la regeneración forestal y la dispersión de semillas.

### Canto
Como muchos otros aspectos de su biología, las vocalizaciones de la huia no se conocen bien, y los conocimientos actuales se basan en muy pocos informes. Las llamadas eran en su mayoría una amplia gama de silbidos, «peculiares y extraños», además de «suaves, melodiosos y aflautados». Sobrevive una grabación de 1909 de una imitación de sus llamadas silbada por un miembro del Equipo de búsqueda de la huia, Henare Haumana (véase Enlaces externos). Las huias a menudo permanecían en silencio. Cuando emitían vocalizaciones sus llamadas se podían oír a considerables distancias, algunas eran audibles hasta a 400 m a través de un bosque denso. Se decía que las llamadas de ambos sexos eran diferentes, aunque no hay detalles al respecto. Las llamadas se emitían con el cuello estirado y el pico en un ángulo de 30 a 45 grados con la vertical. La mayoría de las referencias sitúan las llamadas de la huia al amanecer, un registro la describe como la primera ave en cantar en el coro del amanecer, y se sabe que las aves cautivas despertaban a sus dueños. Como el mohoua cabeciblanco, la huia se comportaba de forma inusual antes de la lluvia, mostrándose «alegre y a pleno canto». El nombre de esta ave es onomatopéyico: Los maoríes lo llamaron como su fuerte llamada de alarma, un sonido suave y entrecortado que sonaba «uia, uia, uia». Se dice que esta llamada la emitían cuando estaban nerviosas o enfadadas. Los pollos producían un «grito lastimero, agradable al oído», respondían ligeramente a las imitaciones de las personas y eran muy ruidosos si se los metía en las tiendas de campaña.

### Comportamiento social y reproducción

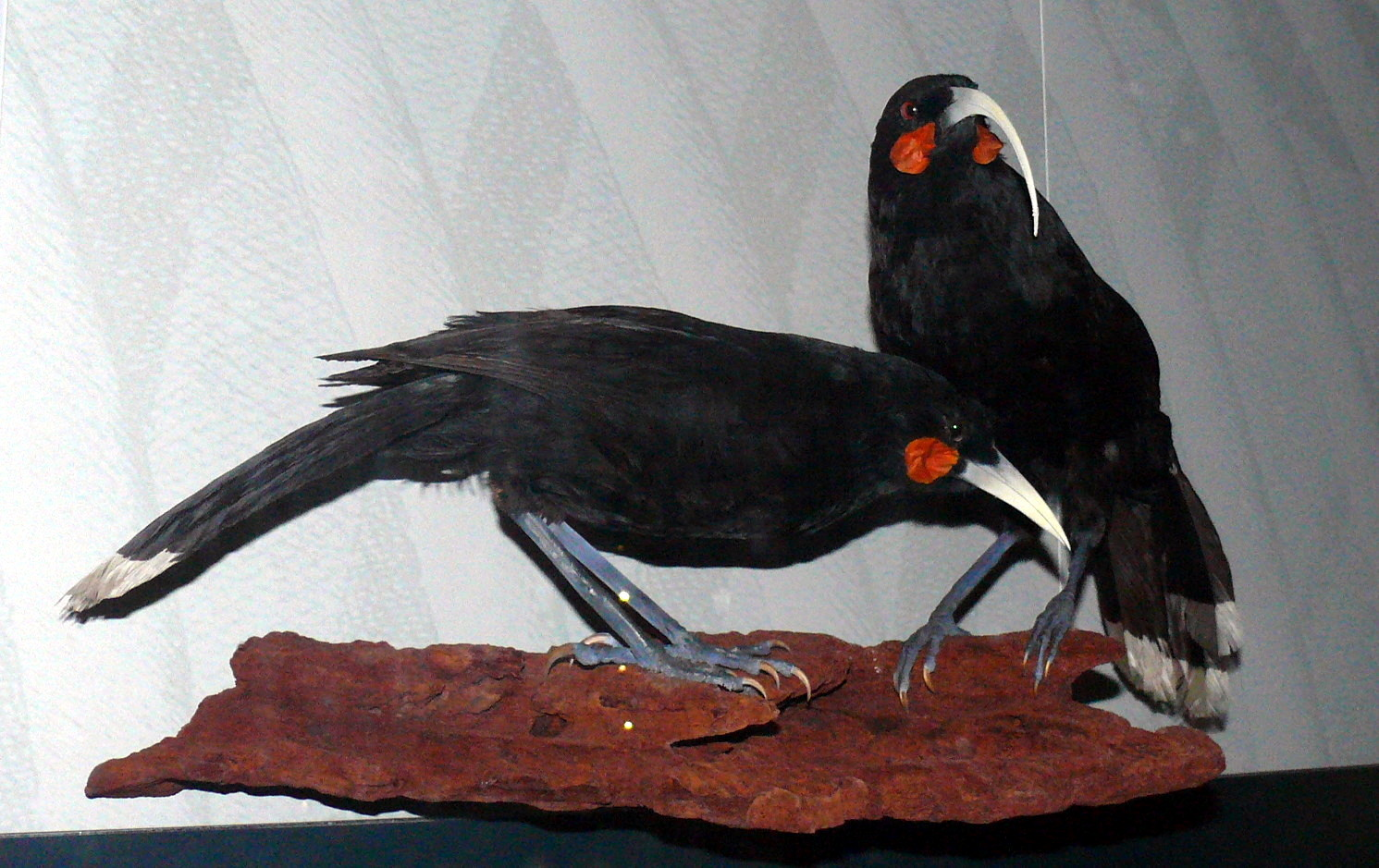
Especímenes macho y hembra naturalizados y expuestos en el Museo de Historia Natural de Berlín.

La huia era un ave silenciosa, social y monógama, y probablemente se emparejaban para toda la vida. Las aves generalmente se localizaban en parejas, aunque se encontraban algunos grupos de cuatro o más individuos. Walter Buller registró que en una pareja domesticada siempre se mantenían cerca el uno del otro, emitiendo constantemente un «gorjeo bajo y afectivo», incluso en cautividad. Hay registros de esta misma pareja, y otra salvaje, «saltando de rama en rama y desplegando su cola, que cuando se juntaban se acariciaban con los picos». Se dice que el macho alimentaba a la hembra durante el cortejo. Se cree que este comportamiento formaba parte del cortejo nupcial. La afirmación de que el macho alimentaba a la hembra durante la incubación y en el nido carece de pruebas. Cuando el macho de esta pareja en cautividad murió por accidente, la hembra «manifestó una angustia extrema sufriendo por su compañero y murió a los 10 días». Un maorí del siglo XIX recordó que: «Siempre me dijeron mis ancianos que una pareja de huias vivían en los más afectivos términos ... Si el macho moría primero, la hembra moría poco después por la pena.» Los huias no tenían miedo de las personas. Las hembras se dejaban manipular estando en el nido, y así las aves podían capturarse fácilmente a mano.
Se sabe poco de la reproducción de la huia, ya que solo se han descrito dos huevos y cuatro nidos. El único huevo de huia que todavía existe está en la colección del museo de Nueva Zelanda Te Papa Tongarewa. La estación de cría donde se producían las cópulas, se construían los nidos, se ponían los huevos y se criaban los polluelos se producía al final de la primavera austral (octubre-noviembre). Se cree que hacían sus nidos aisladamente y que las parejas eran territoriales, y que las aves podían permanecer en sus territorios toda la vida. Parece ser que las huia criaban una sola nidada por estación. El número de huevos de cada nidada variaba en las descripciones 3–5,4,2–4 y 1–4. Los huevos eran grisáceos con motas violáceas y marrones, y medían 45 por 30 mm. La incubación era realizada principalmente por la hembra, aunque hay pruebas de que el macho también desempeñaba un pequeño papel en esta tarea, porque se ha descubierto que algunos machos presentaban en noviembre una zona desnuda en el abdomen, la placa de incubación, aunque menor que la de las hembras. Se desconoce la duración de la incubación. Aparentemente las cáscaras de los huevos eran retiradas del nido por los adultos. El tamaño de la nidada era generalmente de uno o dos pollos, aunque hay registros raros de más de tres pollos en un solo nido. Los nidos se construían en varios lugares: en árboles muertos, en los codos de grandes ramas, huecos de los troncos, sobre las ramas, o cerca del suelo, y algunos cubiertos por la vegetación colgante y las parras. El nido era una estructura grande en forma de olla, de hasta 350 mm de diámetro 70 mm de profundidad, con anchas paredes de hierba seca, hojas y tallos marchitos de vegetación herbácea. En el centro tenía una pequeña copa superficial compuesta por materiales blandos como hierba y ramitas finas que acolchaban y aislaban los huevos. Tras abandonar el nido los pollos se quedaban con el grupo familiar y eran alimentados por los adultos durante tres meses, tiempo en el que adquirían la apariencia de adultos.

### Comensales y parásitos
Solo se conoce una especie de piojo parásito ftiráptero, Rallicola extinctus, en la huia, y aparentemente se extinguió al desaparecer su huésped. En 2008 se describió una nueva especie de ácaro, Coraciacarus muellermotzfeldi, que apareció en las plumas de una piel disecada de huia. Aunque el género Coraciacarus tiene un amplio espectro de huéspedes en todo el mundo, la presencia de un representante del género en un ave paseriforme es un «fenómeno enigmático». Los descubridores sugieren que el ácaro podría haberse transmitido a través de una de las dos especies migratorias de cucos.

## Relación con los humanos

### En la cultura

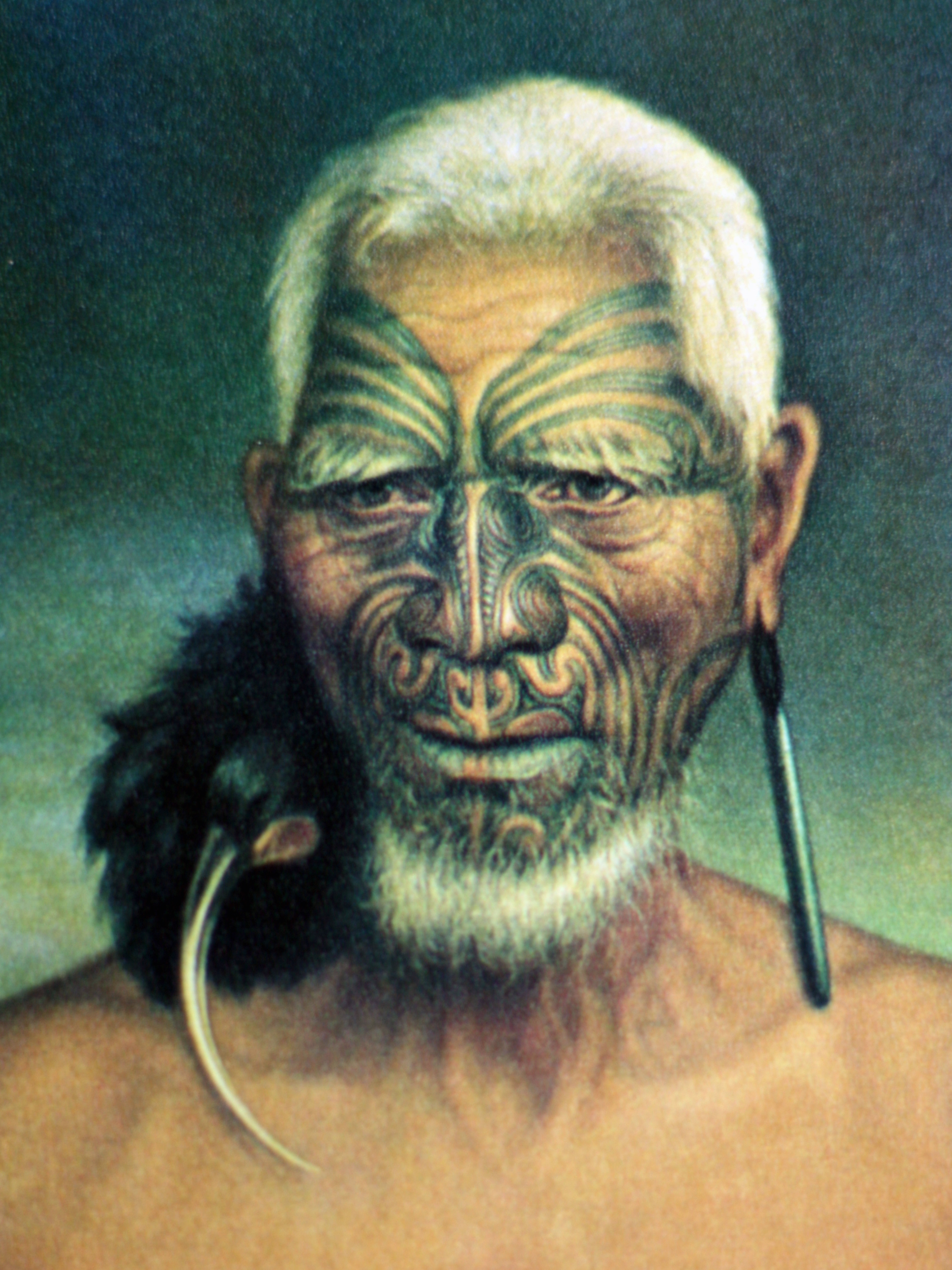
Tukukino, un jefe maorí del distrito de Hauraki, llevando un ornamento pōhoi hecho con una piel de huia (parte de una pintura de alrededor de 1880).

En la cultura maorí normalmente no se comía ni a la garza blanca ni a la huia que eran aves raras atesoradas por su precioso plumaje, que lucía la gente de alto rango. La naturaleza confiada y curiosa de la huia hacía particularmente fácil su captura. Los maoríes atraían a las huias imitando sus llamadas y entonces las capturaban con un tari (un palo tallado con un lado en el extremo) o una trampa, o bien las mataban con garrotes o largas lanzas. A menudo explotaban los estrechos lazos de la pareja para atraparlos a los dos, si se atrapaba a uno sus llamadas atraían a su cónyuge que así podía capturarse fácilmente. Las opiniones sobre la calidad de la carne de huia como alimento son muy variadas, aunque generalmente no se cazaban con ese propósito algunos consideraban a la huia «buena comida» en empanadas o guisados especiados, pero un «bocado duro» y no «apto para comer» por otros.
Aunque cuando llegaron los europeos la huia estaba restringida al sur de la isla Norte, las plumas de su cola eran muy apreciadas y eran objeto de intercambio por otras mercancías valiosas como el pounamu y los dientes de tiburón, o bien se obsequiaban como señal de amistad o respeto. Gracias a este comercio las plumas llegaban al lejano norte y al sur de Nueva Zelanda. Se almacenaban en cajas intrincadamente talladas denominadas waka huia, que se colgaban del techo de las casas de los jefes. Las plumas de la huia se llevaban en los funerales y se usaban para decorar la cabeza del fallecido. El marereko, descrito por Edward Robert Tregear como un «antiguo penacho de guerra» constaba de doce plumas de huia. El pōhoi era un ornamento muy valioso hecho con la piel de una huia. El ave se despellejaba con el pico, el cráneo y las carúnculas, y se quitaban las patas y las alas, se secaba cuidadosamente y el resultado era un ornamento que se colgaba en el cuello o las orejas. Las cabezas secas de huia también se usaban como pendientes llamados ngutu huia. Una huia podía mantenerse viva en una jaula para poder arrancarle las plumas de la cola a medida que le iban creciendo.
Estas aves también eran domesticadas por los maoríes como mascotas, y como al tui, se les podía entrenar para que dijeran algunas palabras. También hay un registro de una huia domesticada por colonos europeos en un pequeño pueblo en el distrito de Tararua en el siglo XIX.

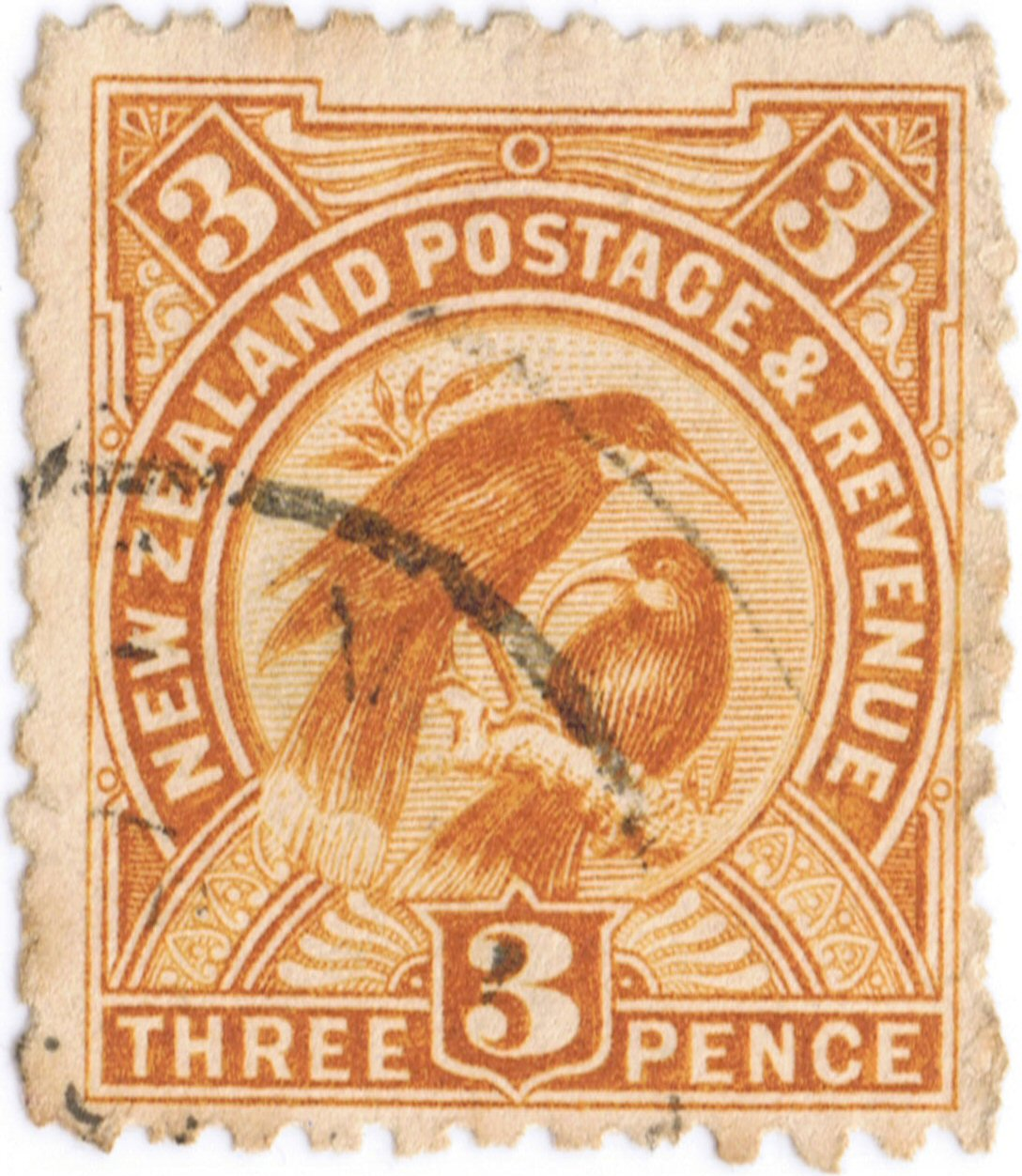
Pareja de huias en un sello de tres peniques de 1898 de Nueva Zelanda.

Nueva Zelanda emitió varios sellos postales donde se representaba a la huia, y el sello de seis peniques de Nueva Zelanda que circuló de 1933 a 1966 llevaba una hembra de huia en el reverso.
El grado en que la huia es conocida y admirada en Nueva Zelanda se refleja en la cantidad de apariciones en topónimos suburbanos y geográficos en honor de esta ave. Hay varias carreteras y calles con el nombre de huia en la isla Norte, varias en Wellington (como Huia Road en Days Bay —no lejos de uno de los últimos avistamientos de la especie sucedido al principio de los años 1920 en los bosques de Parque Regional East Harbour— y también en Auckland, donde incluso hay un barrio llamado Huia en Waitakere. Hay un río Huia en la costa oeste de la isla Sur y los Montes Huiarau en el centro de la isla Norte también le deben su nombre. La especie tuvo grandes poblaciones en los bosques de estas montañas: Huiarau significa «un centenar de huias». Entre los negocios se incluye la piscina pública de Lower Hutt, una bodega de Marlborough, y Huia Publishers, que es una editorial especializada en obras maoríes. Se llamó por primera vez a un niño Huia a finales del siglo XIX, al hijo de unos miembros de un iwi de la isla Norte preocupados por el rápido declive del ave, y aunque poco frecuente, todavía se usa en la actualidad en Nueva Zelanda como nombre de chica y más raramente para chico (ej. Huia Edmonds), tanto entre los descendientes de europeos como de maoríes.
Las plumas de la cola de la huia son muy raras y se han convertido en objeto de coleccionista. En junio de 2010 una sola pluma de la cola de una huia se vendió en una subasta en Auckland por 8000 dólares neozelandeses que los subastadores habían previsto, convirtiéndose en la pluma más cara de la historia. La marca anterior de precio de una pluma había sido 2800 dólares estadounidenses (4000 neozelandeses) alcanzados por una pluma de águila calva en una subasta en Estados Unidos.

### Extinción
La huia ocupaba toda la isla Norte antes de que llegaran los seres humanos a Nueva Zelanda. Los maoríes llegaron hace unos 800 años, y cuando llegaron los colonos europeos en los años 1840 la destrucción del hábitat y la caza habían reducido el área de distribución de esta ave al sur de la isla Norte. Sin embargo la presión por la caza de los maoríes estaba limitada en cierta medida por los protocolos tradicionales. La temporada de caza era de mayo a julio (otoño austral) cuando el plumaje de las aves estaban en óptimas condiciones, mientras que de primavera a verano se vetaba la caza (rāhui). Hasta que no llegaron los colonos europeos el número de huias no empezó a descender gravemente, debido principalmente a dos factores bien conocidos: la amplia deforestación y el exceso de caza.
Al igual que la extinción de otras aves de Nueva Zelanda como el piopio en el siglo XIX, el declive de la huia fue pobremente estudiado. Se deforestó masivamente la isla Norte en esa época, particularmente en las regiones bajas del sur de Hawke's Bay, Manawatu y Wairarapa, al despejar los colonos tierras para la agricultura. La huia era particularmente vulnerable a este cambio porque solo podía vivir en el bosque primario donde hay abundancia de troncos podridos llenos de larvas de insectos xilófagos. Se cree que no pudo sobrevivir en los bosques secundarios regenerados. Aunque la parte montana de su área de distribución no se deforestó, los bosques de las zonas bajas de los valles fueron sistemáticamente destruidos. La destrucción de esta parte de su hábitat, sin duda habría tenido un impacto negativo sobre la población de huias, pero su eliminación sería particularmente grave si en efecto descendían a las tierras bajas para refugiarse de las nieves y el frío del invierno de los montes, como han supuesto algunos investigadores como Oliver.
Parece ser que la depredación de las especies de mamíferos invasoras como las ratas, los gatos y los mustélidos fue un factor adicional en el descenso del número de huias. La introducción de mamíferos realizada por las sociedades de aclimatación de Nueva Zelanda tuvo su punto álgido en los años 1880, coincidiendo con un declive particularmente acusado de la población de huia. Como esta ave pasaba mucho tiempo en el suelo sería especialmente vulnerable a los mamíferos depredadores. Otra hipotética causa de la extinción son los enfermedades y parásitos exóticos introducidos de Asia a través del miná común.

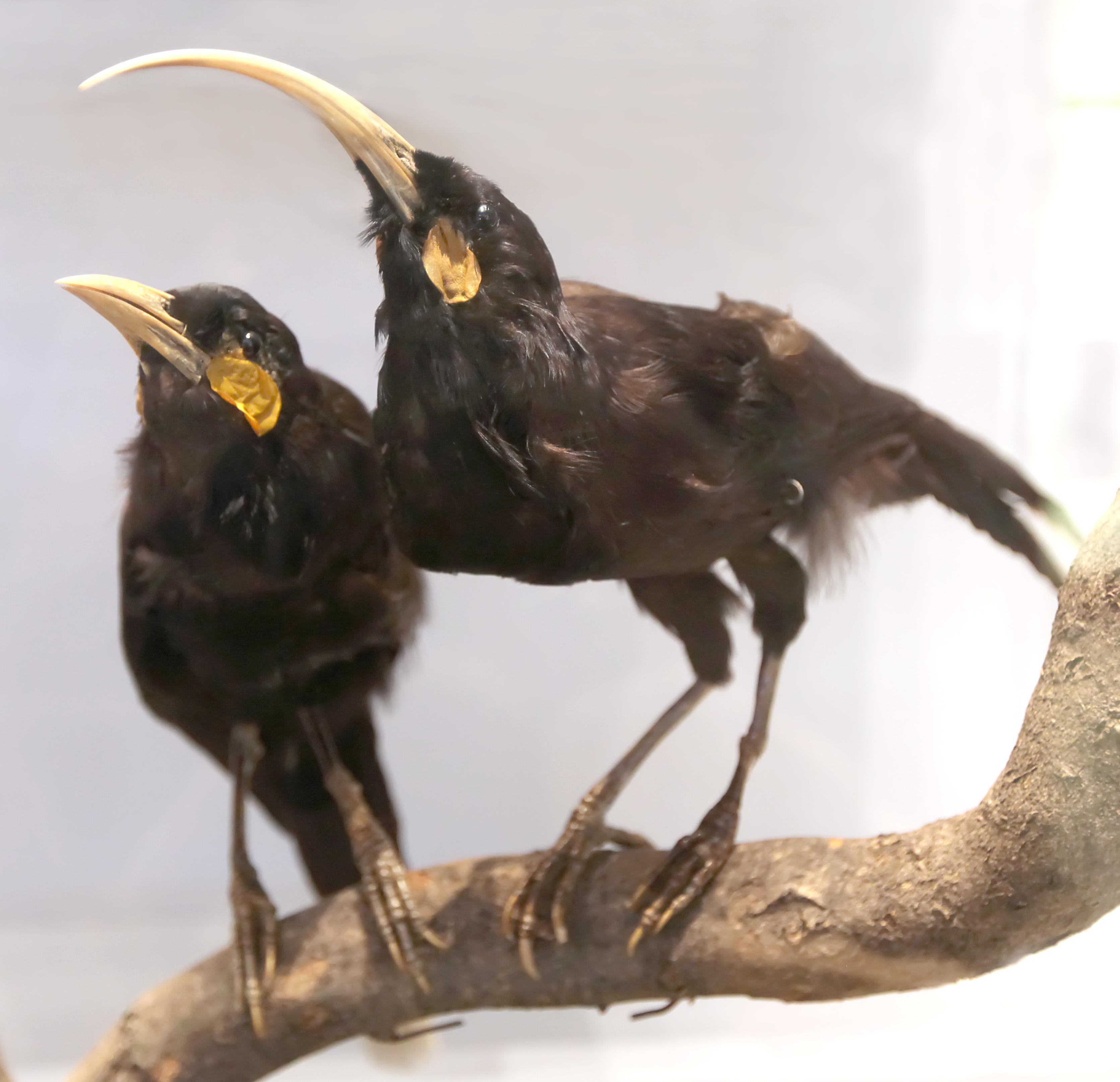
Pareja disecada en Birmingham, Inglaterra.

Todas las especies de aves de Nueva Zelanda afrontaron los problemas de la destrucción de sus hábitats y la depredación de las especies introducidas, pero la huia además tuvo que soportar una presión enorme de los cazadores humanos. Debido a su acusado dimorfismo sexual y su exótica belleza, las huias fueron perseguidas para ser vendidas disecadas a ricos coleccionistas de Europa y museos de todo el mundo. Estos individuos e instituciones estaban dispuestos a pagar grandes sumas de dinero por buenos especímenes, y la demanda del extranjero creó un fuerte incentivo económico para los cazadores de Nueva Zelanda. Esta caza fue iniciada por los naturalistas. El taxidermista austriaco Andreas Reischek llevó 212 parejas de especímenes disecados al museo de historia natural de Viena en un periodo de 10 años, mientras que el ornitólogo neozelandés Walter Buller capturó 18 en solo una de sus muchas expediciones a los montes Rimutaka en 1883. Pronto otros se incorporaron a este lucrativo negocio. Buller registró que también en 1883, una partida de caza de 11 mahoríes consiguió 646 pieles de huia de los bosques entre el cañón Manawatu y Akitio. Varios millares de huias se exportaron en este comercio. El desarrollo de las infraestructuras en las regiones bajas no ayudó a la situación: cientos de huias fueron abatidas por disparos alrededor de las construcciones de carreteras y ferrocarriles. 

Mientras estábamos mirando y admirábamos esta pequeña estampa de la vida de las aves, una pareja de huias, sin emitir un sonido, apareció en lo alto de un árbol, y mientras se estaban acariciando con sus bellos picos, un cartucho del nº 6 dio con ambos en el suelo juntos. El incidente fue más bien conmovedor y casi me alegré de que el tiro no fuera mio, aunque de ninguna manera fui renuente a apropiarme de dos finos especímenes.
Sir Walter Buller, ornitólogo neozelandés bien conocido del siglo XIX.

La caza desenfrenada e insostenible no estaba solamente motivada económicamente, además tuvo un aspecto más filosófico y fatalista. La creencia generalizada entre los neozelandeses europeos del siglo XIX era que las cosas de las colonias, ya fueran plantas, animales o personas, eran inferiores a las de Europa. Se suponía que las plantas y animales de los ecosistemas forestales de Nueva Zelanda serían rápidamente reemplazados por las especies europeas más vigorosas y competitivas. Esta presunción de fatalidad inevitable llevó a la conclusión de que intentar conservar la fauna y flora nativas era inútil y vano, los naturalistas victorianos centraron su esfuerzo en adquirir una gran cantidad de especímenes antes de que estas raras especies desaparecieran del todo.

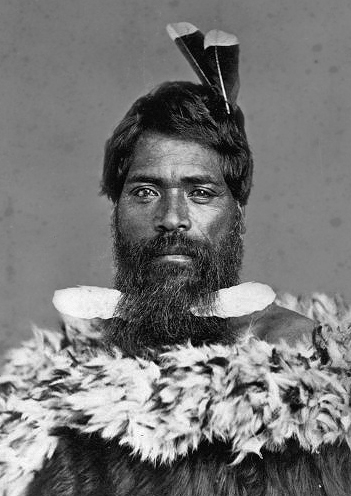
Maorí del distrito de Hauraki llevando plumas de huia en el pelo (foto anterior a 1886).

Hubo algunos intentos de conservación de la huia, pero fueron escasos, pobremente organizados y las medidas legales se impusieron insuficientemente. Entonces el movimiento de conservación de Nueva Zelanda estaba todavía en sus comienzos. Hubo marcados descensos sucesivos en el número de huias en los años 1860, y a finales de los 1880 hubo un intento de los jefes de los Manawatu y los Wairarapa de establecer una prohibición de su caza (rāhui) en los montes Tararua. En febrero la ley de protección de aves silvestres se enmendó para incluir a la huia, haciendo ilegal matar a estas aves, pero no se impuso seriamente. Tras esta ley se establecieron islas santuario para las aves nativas amenazadas, pero estos nuevos santuarios de aves, como las islas Kapiti, Pequeña Barrera o Resolución, nunca fueron repobladas con huias. Hubo algunos intentos de capturar aves para trasladarlas, pero nunca se trasladaron huias a las islas. Ha quedado documentado que el plan de la isla Kapiti fue especialmente deficiente. Buller se apropió de una pareja de aves vivas destinadas a ser trasladas a la isla en 1893, eludiendo la ley, para llevarlas de vuelta a Inglaterra y regalárselas a lord Rothschild, junto con la última pareja capturada de lechuzones cariblancos.
El duque y la duquesa de York, los futuros rey Jorge V y la reina María, visitaron Nueva Zelanda en 1901. En una bienvenida oficial maorí en Rotorua una guía tomó una pluma de huia de su pelo y la puso en la banda del sombrero del duque como signo de respeto. Mucha gente en Inglaterra y Nueva Zelanda quiso imitar esta moda real y llevar plumas de huia en sus sombreros. El precio de las plumas de la cola pronto alcanzaron el elevado precio de 1 £, lo que implicaba un valor de 12 £ por cada ave, y algunas plumas llegaron a venderse hasta por 5 £. Los picos de las hembras de huia también se recubrieron de oro y se usaron como joyas. Los avisos de la temporada de caza dejaron de incluir a la huia como una especie protegida en 1901, y el último intento de imponer una protección gubernamental fracasó al determinar el subfiscal de la corona que no había ninguna ley que protegiera las plumas.

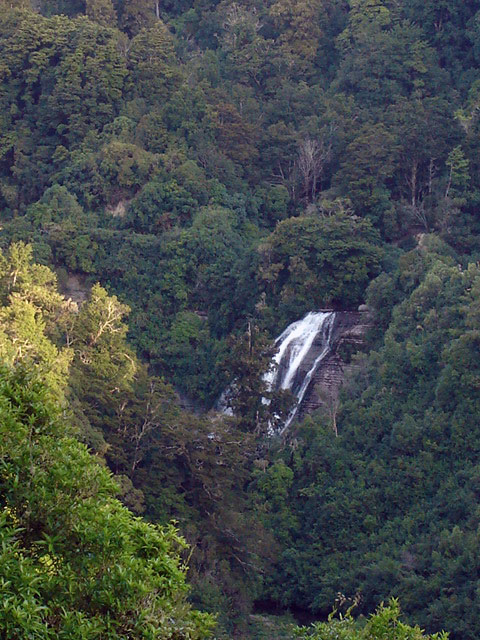
Cataratas Mokau en the Ureweras cercanas a la localización del último avistamiento creíble de huia.

El declive de la huia en la mitad sur de la isla Norte sucedió a ritmos marcadamente diferentes según las regiones. Se observaron descensos dramáticos en los años 1880 en los montes Puketoi, el valle del Hutt, los Tararuas y el área de Pahiatua-Dannevirke. En cambio la especie era abundante en unos pocos lugares a principios del siglo XX entre Hawke's Bay y Wairarapa; se informó de una bandada de entre 100-150 aves en la cumbre de la pista Akatarawa-Waikane en 1905; eran todavía bastante abundantes en las partes altas del río Rangitikei en 1906, y sin embargo, el último avistamiento confirmado se produjo solo un año después.
El último avistamiento confirmado oficialmente de huias se realizó el 28 de diciembre de 1907 cuando W. W. Smith vio tres aves en el bosque de los montes Tararua. Informes sin confirmar bastante creíbles sugieren que la extinción de la especie se produjo poco después. Un hombre familiarizado con la especie informó haber visto tres huias en el valle Gollans tras la bahía York (entre Petone y Eastbourne en el puerto de Wellington), un área de bosque mixto de hayas y mañíos dentro del área de distribución anterior de estas aves, el 28 de diciembre de 1922. También se informaron de avistamientos allí en 1912 y 1913. A pesar de ello, los naturalistas del museo de Wellington no lo investigaron. Los últimos informes creíbles de huias proceden de los bosques del parque nacional Te Urewera, junto a uno del cercano monte Urutawa en 1952 y los últimos avistamientos cerca del lago Waikareiti en 1961 y 1963. Se ha propuesto por algunos investigadores la posibilidad de que hubiera una pequeña población de huias en los montes Urewera, pero se considera altamente improbable. No se ha organizado ninguna expedición reciente para encontrar algún espécimen vivo.
Los estudiantes del Hastings Boys' High School organizaron una conferencia en 1999 para considerar la clonación de la huia, el emblema de su colegio. La tribu Ngāti Huia en principio estuvo de acuerdo en apoyar la empresa, que se llevaría a cabo en la universidad de Otago, y una empresa de internet de California anunció la donación de 100 000$. Sin embargo, Sandy Bartle, conservadora de aves del museo Te Papa Tongarewa, dijo que no se podía obtener el genoma completo de la huia de las pieles del museo debido al mal estado de su ADN, por lo que sería poco probable lograr la clonación.